# Rhypopteryx macarthuri
Rhypopteryx macarthuri är en fjärilsart som beskrevs av Collenette 1953. Rhypopteryx macarthuri ingår i släktet Rhypopteryx och familjen tofsspinnare. Inga underarter finns listade.